# Скотт, Пол Марк
Пол Марк Скотт (1920—1978) — английский писатель, драматург и поэт. Наиболее известен четырёхтомным произведением The Raj Quartet. В 1977 году получил Букеровскую премию (не смог посетить церемонию из-за плохого состояния здоровья).

## Биография
В возрасте четырнадцати лет был вынужден оставить частную школу из-за финансовых проблем, постигших его отца. После этого начал работать помощником бухгалтера. Участвовал во Второй мировой войне. Впечатления, полученные на военной службе в Индии сильно повлияли на Пола. В 1946 году, после демобилизации, он вернулся к работе бухгалтером и творческим планам. Его первый роман увидел свет в 1952 году.

## Личная жизнь
С 1941 года он состоял в браке с женщиной, которая тоже стала писательницей. У них родились две дочери. Являлся бисексуалом. Умер после второй операции по поводу рака кишечника.

## Переписка
Еще при жизни писатель продал большое количество своей корреспонденции (тысячи писем) Университету Талсы, в котором преподавал писательское мастерство в 1976.